# 傑克遜鎮區 (密蘇里州蘭道夫縣)
傑克遜鎮區（英語：Jackson Township）是位於美國密蘇里州蘭道夫縣的一個行政鎮區。

## 地方資料
傑克遜鎮區的面積為61.26平方千米，當中陸地面積為60.80平方千米，而水域面積為0.46平方千米。根據2020年美國人口普查的數據，當地共有人口404人，而人口密度為每平方千米6.59人。